# Thrakattak
THRaKaTTaK – album koncertowy zespołu King Crimson, wydany w 1996. Zawiera improwizacje z koncertów w Japonii i USA w październiku i listopadzie 1995.

## Lista utworów
Na albumie znajdują się następujące utwory:
| 1. | THRAK                                                         | 2:20  |
|    |                                                               |       |
| 2. | Fearless and Highly THRaKked                                  | 6:35  |
|    |                                                               |       |
| 3. | Mother Hold the Candle Steady While I Shave the Chicken’s Lip | 11:18 |
|    |                                                               |       |
| 4. | THRaKaTTak Part I                                             | 3:42  |
|    |                                                               |       |
| 5. | The Slaughter of the Innocents                                | 8:03  |
|    |                                                               |       |
| 6. | This Night Wounds Time                                        | 11:16 |
|    |                                                               |       |
| 7. | THRaKaTTaK Part II                                            | 11:08 |
|    |                                                               |       |
| 8. | THRAK reprise                                                 | 2:52  |
|    |                                                               |       |
|    |                                                               | 57:14 |
|    |                                                               |       |

## Skład zespołu
Twórcami albumu są:
- Robert Fripp – gitara, Soundscapes
- Adrian Belew – gitara
- Trey Gunn – gitara Warr
- Tony Levin – elektryczny kontrabas NS
- Pat Mastelotto – perkusja akustyczna i elektroniczna
- Bill Bruford – perkusja akustyczna i elektroniczna, marimba